# Ancylorhynchus orientalis
Ancylorhynchus orientalis är en tvåvingeart som beskrevs av Shi 1995. Ancylorhynchus orientalis ingår i släktet Ancylorhynchus och familjen rovflugor.
Artens utbredningsområde är Yunnan (Kina). Inga underarter finns listade i Catalogue of Life.